# Огурцовка
Огурцовка (укр. Огурцівка) — село, 
Шевченковский поселковый совет,
Шевченковский район,
Харьковская область.
Код КОАТУУ — 6325755104. Население по переписи 2001 года составляет 728 (349/379 м/ж) человек.

## Географическое положение
Село Огурцовка примыкает к пгт Шевченково,
на расстоянии в 1 км расположено село Гроза.
Рядом проходят автомобильные дороги Т-2110 и Р-07.
На расстоянии в 2 км находится железнодорожная станция Шевченково-Южное.

## История
- 1906 — дата основания.

Село основал купец Огурцов на землях, купленных им у помещика Булацеля. Название села произошло от фамилии купца.

## Экономика
- «Джерело», КП.
- Фермерское хозяйство «Агроном».
- Фермерское хозяйство «Сокол».
- Фермерское хозяйство «Эра»

## Объекты социальной сферы
- Клуб.
- Продовольственный магазин

## Достопримечательности
- Братская могила советских воинов. Похоронено 17 воинов.